# Ладомирский, Василий Николаевич
Василий Николаевич Ладомирский (1786—1847) — участник Отечественной войны 1812 года, полковник, московский уездный предводитель дворянства, попечитель Новгород-северской гимназии, действительный статский советник, владелец имения Братцево.

## Биография
Родился 28 сентября (9 октября) 1786 года — внебрачный сын фаворита Екатерины II Римского-Корсакова и Е. П. Строгановой. Унаследовал от родителей подмосковное сельцо Братцево, где они жили в гражданском браке. Воспитывался в Пажеском корпусе, откуда был выпущен 26 января 1807 года. В том же году поступил в Семёновский лейб-гвардии полк портупей-прапорщиком; в 1809 году был произведён в прапорщики, в 1811 году — в подпоручики, а 25 августа 1812 года он был назначен адъютантом к генералу Бороздину.
В январе 1813 года назначен адъютантом к генералу Потёмкину. Участвовал в кампаниях 1812—1813 годов и в делах: 12 сентября — при Дисне, 15-го — при Красной Пахре, 17-го — при Воронове, 21-го — при селе Спасском; 11 и 12 октября при — Малом Ярославце. За отличие, оказанное в этом последнем деле 15-го февраля 1813 года награждён орденом Святого Владимира 4-й степени; за предыдущие дела 25 февраля 1813 года он награждён шпагою «за храбрость», то есть орденом Святой Анны 4-й степени. 22 октября он участвовал в битве при Вязьме, 26-го — при Дорогужбе. 20 апреля 1813 года участвовал в Люценском сражении, 9 мая — в сражении под Бауценом, 14 августа — при Пирне и при отступлении через Гисгюбель-Голленберг. 17-го и 18-го он был под Кульмом, а 4, 5 и 6 октября участвовал в Лейпцигской битве. За Бауцен получил орден Святой Анны 2-й степени, за Кульм — золотую шпагу «за храбрость» и железный Кульмский крест. Кроме того, получил серебряную медаль за войну 1812 года.
23 сентября 1813 года произведён в поручики. В 1814 году 18 марта Василий был под Парижем, затем через Нормандию поехал в Шербур, откуда с русской эскадрой вернулся в Петербург. В 1816 году произведён в штабс-капитаны, в 1819 году — в капитаны. В 1820 году Василий уже в чине полковника был переведён Дерптский конно-егерский полк.
Через год в 1821 году Ладомирский вышел в отставку с мундиром в 12 лет службы. После смерти своего отца получил в наследство его имения в Московской и Черниговской губерниях и каменный дом в Москве. Записанный в дворяне Московской губернии, в 1832 году Ладомирский был избран московским уездным предводителем дворянства. В 1834 году пожалован в камергеры.
В январе 1835 года был вновь избран предводителем дворянства. В сентябре того же года вышел в отставку. В 1834 году черниговским дворянством был избран почётным попечителем Новгород-Северской гимназии. 28 ноября 1838 года был утверждён черниговским предводителем дворянства, эту должность занимал до самой своей смерти. Скончался 24 ноября (6 декабря) 1847 года и был похоронен в своем подмосковном имении Братцево, в склепе под церковью Покрова Пресвятой Богородицы.

## Семья
Был дважды женат.
1. жена — княжна Мария Ксаверьевна Любомирская (1797—1815), дочь Ксаверия Любомирского (1747—1819). Похоронена в церкви села Палыковичи, Черниговской губернии.
2. жена (с 19 января 1819 года)[1] —  княжна Софья Фёдоровна Гагарина (1794—1855), фрейлина двора, младшая дочь князя Ф. С. Гагарина от его брака с княжной П. Ю. Трубецкой; сестра княгини В. Ф. Вяземской. В июне 1818 года В. Л. Пушкин писал: «Софья Фёдоровна идет замуж за Ладомирского. Он умен и богат; дай Боже только, чтобы он добротою сердца похож был на свою невесту». Брак её был счастливым, омрачали его лишь частые разлуки с мужем, находившимся в постоянных разъездах по делам управления отцовскими имениями. Софья Фёдоровна большею частью жила в Братцеве и там же в 1855 году скончалась от тифа. Была похоронена рядом с мужем. Дети:
  - Иван (1820— ?)
  - Николай (02.09.1822—14.01.1871); 24 сентября 1847 года в семье штаб-ротмистра Николая Васильевича Ладомирского и Марии Степановны (урожд. Кроткова) родился первенец, сын Николай; затем родились дочери Александра, Софья и Мария. Похоронен на кладбище за церковью у Полыковичской криницы[2].
  - Фёдор (22.06.1826[3]— ?), крестник П. А. Кологривова и княгини В. Ф. Вяземской.
  - Софья (1831 — 6 (18) сентября 1880), с 1850 года замужем за троюродным братом графом Александром Александровичем Апраксиным. Похоронена на Казанском кладбище Царского села[4].
  - Зинаида (1832—22.04.1895[5]), фрейлина, с 1856 года замужем за ротмистром князем Дмитрием Михайловичем Голицыным (1827—1895), в 1866 году он был избран предводителем Московского дворянства. Их сын В. Д. Голицын. Умерла в Крыму от «инфлюэнции и воспаления легких». После отпевания в Успенской церкви в с. Аутке её прах был перевезен в Москву.
  - Пётр (30.12.1834[6]—18.02.1888[7]), подполковник, умер от воспаления легких.